# Silverdome (stadion)
De Silverdome, eerder bekend als de Pontiac Silverdome, was een sportstadion gelegen in het Amerikaanse Pontiac in de staat Michigan. Het stadion opende zijn deuren op 23 augustus 1975. In 2006 werd het stadion gesloten en op 17 april 2010 werd het stadion terug heropend nadat het doorverkocht werd aan een nieuwe eigenaar. In 2013 sloot het wederom.
Het stadion werd tussen 1975 en 2001 bespeeld door het Americanfootballteam Detroit Lions en tussen 1978 en 1988 door de Detroit Pistons uit de National Basketball Association. 
In het stadion werd één keer de Superbowl gespeeld en in 1994 werden er vier wedstrijden gespeeld tijdens het Wereldkampioenschap voetbal.
Op 3 december 2017 werd geprobeerd het stadion te slopen door middel van explosieven, deze gingen wel af maar het was niet genoeg om het stadion in te laten storten. Bij een tweede poging op 4 december lukte het wel.

## Super Bowl
Een keer werd de Super Bowl, de grote finale van de National Football League, gespeeld in de Pontiac Silverdome.
| Editie         | Datum           | Winnend team        | Score | Verliezend team    | Toeschouwers |
| -------------- | --------------- | ------------------- | ----- | ------------------ | ------------ |
| Super Bowl XVI | 24 januari 1982 | San Francisco 49ers | 26-21 | Cincinnati Bengals | 81.270       |

## WK interlands
Tijdens het Wereldkampioenschap voetbal in 1994 werden vier wedstrijden in het stadion gespeeld.
| №  | Datum        | Wedstrijd                      | Uitslag | Competitie             | Toeschouwers |
| -- | ------------ | ------------------------------ | ------- | ---------------------- | ------------ |
| 1. | 18 juni 1994 | Verenigde Staten – Zwitserland | 1 – 1   | WK 1994 Groepsfase (A) | 73.425       |
| 2. | 22 juni 1994 | Roemenië – Zwitserland         | 1 – 4   | WK 1994 Groepsfase (A) | 61.428       |
| 3. | 24 juni 1994 | Zweden – Rusland               | 3 – 1   | WK 1994 Groepsfase (B) | 71.528       |
| 4. | 28 juni 1994 | Brazilië – Zweden              | 1 – 1   | WK 1994 Groepsfase (B) | 77.217       |